# Speros Athans
Speros Athans (1883-1969) fue un misionero cristiano ortodoxo griego que viajó por varios países, hablando de la Biblia.

## Vida y obra
Speros abandonó su hogar en Grecia a los 15 años, ya que la muerte de su padre sumió en una pobreza extrema a la familia. Tras 2 años de estancia en la isla de Corfú, en Grecia, y otros 2 en Egipto, fue a Gran Bretaña, donde se empleó como marino. En 1903, en una sala de inmigrantes en Estados Unidos, le regalaron un Nuevo Testamento escrito en su idioma natal. Desde 1910, se dedicó, a la obra misionera, hasta jubilarse en 1949. Fue muy querido entre la población de habla hispana, por sus himnos y por ser un profesor, pastor y escritor excelente. Editó el himnario Melodías evangélicas, y tradujo más de 130 himnos cristianos, no católicos. Entre ellos, un himno muy apreciado, llamado: mi vida di por ti.